# Cliffside Park
Cliffside Park är en kommun av typen borough i Bergen County i New Jersey. Vid 2020 års folkräkning hade Cliffside Park 25 693 invånare.

## Kända personer från Cliffside Park
- Betsy Blair, skådespelare
- Gus Lesnevich, boxare